# 헬로헬로
《헬로헬로》는 대한민국의 TV조선의 예능 프로그램이다. 한국인보다 한국을 더 잘 아는 '신(新) 토종한국인'으로 불리는 한국 장기 체류 외국인들이 펼치는 공감 글로벌 토크쇼 프로그램이다.

## 방송 시간
- 2013년 5월 22일 ~ 10월 2일 : 매주 수요일 오후 11시 10분 ~